# Marlboro Meadows
Marlboro Meadows es un lugar designado por el censo ubicado en el condado de Prince George en el estado estadounidense de Maryland. En el Censo de 2010 tenía una población de 3.672 habitantes y una densidad poblacional de 229,64 personas por km².

## Geografía
Marlboro Meadows se encuentra ubicado en las coordenadas 38°51′5″N 76°42′39″O / 38.85139, -76.71083. Según la Oficina del Censo de los Estados Unidos, Marlboro Meadows tiene una superficie total de 15.99 km², de la cual 15.78 km² corresponden a tierra firme y (1.34%) 0.21 km² es agua.

## Demografía
Según el censo de 2010, había 3.672 personas residiendo en Marlboro Meadows. La densidad de población era de 229,64 hab./km². De los 3.672 habitantes, Marlboro Meadows estaba compuesto por el 9.99% blancos, el 85.84% eran afroamericanos, el 0.14% eran amerindios, el 1.03% eran asiáticos, el 0.11% eran isleños del Pacífico, el 0.82% eran de otras razas y el 2.07% pertenecían a dos o más razas. Del total de la población el 3% eran hispanos o latinos de cualquier raza.